# تاک هارادا
تاک هارادا (ژاپنی: 原田 拓؛ زادهٔ ۲۷ اکتبر ۱۹۸۲) یک بازیکن فوتبال اهل ژاپن است.
از باشگاه‌هایی که در آن بازی کرده‌است می‌توان به باشگاه فوتبال ناگویا گرامپوس، باشگاه فوتبال اوئیتا ترینیتا، باشگاه فوتبال کاوازاکی فرونتال و باشگاه فوتبال رواسو کوماموتو اشاره کرد.